# Луитгарда Виттихенская
Луитгарда Виттихенская (Лютгарда, Лиутгарда; нем. Luitgard von Wittichen; 1291, Шенкенцелль, Средний Шварцвальд — 16 октября 1348, монастырь Виттихен, близ Шенкенцелля) — немецкая монахиня, мистик, основательница монастыря, пророчица, целительница, местночтимая святая.

## Очерк биографии
Блаженная Луитгарда Виттихенская является одной из ярких представительниц средневекового христианского мистицизма, не столь широко известна может быть, как Хильдегарда Бингенская, Гертруда Великая, Бригитта Шведская или Лиутгарда Тонгеренская, но несомненно оказавшая большое влияние на развитие духовной и общественной жизни у себя на родине. Помимо многочисленных легенд и историй, сохранившихся о ней в народе и написанных поздними авторами, до нас дошло жизнеописание Луитгарды составленное её духовным отцом Бертольдом фон Бомбах в 1349-1352 годах.
Луитгарда Виттихенская родилась в семье зажиточного крестьянина, состоящего на службе у герцогов фон Тек при замке Виттихенштейн в нескольких километрах от Шенкенцелля. С малых лет Луитгарда отличалась от своих сверстников стремлением к богоугодной жизни, и в возрасте двенадцати лет она была принята в общину бегинок в Обервольфахе, где и провела затворницей следующие 15 лет.
Предположительно в 1319 году Луитгарда дала обет Терциариев.
Луитгарда пережила три мистические встречи, в которых Спаситель велел ей основать в Виттихенской долине монастырь и взять 34 послушницы .
Строительство монастырей всегда было прерогативой королей или крупных феодалов, поэтому Луитгарда долго не решалась начинать порученное ей, простолюдинке, дело. Здесь стоит заметить, что в истории были случаи организации постройки монастырей женщинами, но все они происходили из дворянских семей и могли рассчитывать на поддержку родственников. Поэтому не удивительно, что когда она, наконец, объявила о возложенной на неё миссии, покинула скит и начала сбор милостыни на постройку монастыря, то столкнулась с непониманием со стороны современников. «Многие обвиняли Луитгарду в самонадеянности, другие видели в ней обманщицу, а третьи говорили, что она повредилась рассудком» — написал позже Бертольд фон Бомбах. В поисках средств Луитгарда доходила до северной Швейцарии и Тироля, преодолевая всевозможные трудности и лишения, подвергаясь насмешкам толпы в городах и опасности нападения на дорогах, она наконец нашла понимание в Кёнигсфельдене, у Агнесы Австрийской, сказавшей: «Если Луитгарде действительно удастся осуществить этот проект, я буду видеть в этом доказательство того, что всё её предприятие действительно происходит от Бога».
18 октября 1323 года Луитгарда с тридцатьючетырьмя сёстрами поселилась в наскоро построенном здании монастыря. Последующие годы она провела в постоянных поисках средств для жизнеобеспечения новой общины. Проблемой было и официальное признание монастыря. Луитгарда даже предприняла путешествие в Авиньон — тогдашнее местопребывания папы, но безуспешно. Позже, при содействии Агнесы Австрийской, была получена церковная апробация, после этого монастырь начал развиваться, и ещё при жизни основательницы число монахинь почти удвоилось, а в 1376 году их было уже около ста, в это же время в нём был принят устав Ордена святой Клары.
Луитгарда Виттихенская была энергичным, всесторонне развитым человеком, обладавшая многими талантами и дарованиями, она успевала помимо исполнения своих каждодневных обязанностей аббатисы, заниматься творчеством. Например она  изучала труды по богословию  Майстера Экхарта и его ученика Генриха Сузо, писала стихи — полностью сохранился текст «Песнь Луитгарды».
Так она предсказывала надвигающуюся пандемию чумы (1346—1350) своим духовным чадам: «Дети мои, вы должны знать, что придёт время, и Бог будет давить людей, как мух. Он заберёт самых молодых и сильных от нас и в других местах. Говорю вам это, чтоб вы знали и готовились, и когда придёт смерть, были готовы. Так вам будет легче умирать».
Луитгарду Виттихенскую называют Святой Материнского Чрева, к ней обращаются за помощью при проблемах, связанных с деторождением. В 1629 году мощи  Луитгарды были подняты из могилы и перенесены в монастырскую церковь. При этом было установлено, что мозг совершенно не тронут тлением. Этот феномен послужил толчком для возобновления культа блаженной Луитгарды, и к паломникам в Виттихен прибавились люди, страдающие недугами головы. Луитгарду Виттихенскую чтут в центральной части Бадена как местночтимую святую. День её памяти — 16 октября. Во второе воскресенье октября в Виттихене проходит Luitgartfest — праздник блаженной Луитгарды.
В Обервольфахе дом престарелых St. Luitgard назван в её честь.